# Vaqif Sjirinbäjov
Vaqif Rasim oghlu Sjirinbäjov (azerbajdzjanska: Vaqif Rasim oğlu Şirinbəyov, ryska: Вагиф Ширинбеков; Vagif Sjirinbekov) född 30 oktober 1987 i Severodvinsk, Ryssland, är en azerbajdzjansk fotbollsspelare (målvakt) som för närvarande spelar för den azerbajdzjanska fotbollsklubben MOIK Baku. Sjirinbäjov är även målvakt i det azerbajdzjanska strandfotbollslandslaget. Han spelade även i Azerbajdzjans U-15, U-17 och U-19 landslag innan han började spela i landslaget.

## Uppväxt
Vaqif Sjirinbäjov föddes 1987 i den ryska staden Severodvinsk, Archangelsk oblast, Ryska SFSR. År 1991 flyttade han med sin familj till Azerbajdzjan. 

## Karriär

### Fotbollskarriär
Sjirinbäjov inledde sin karriär som barn i fotbollsklubben Arsenal Baku, 2003. Samma år debuterade han för Azerbajdzjans U-15 landslag, under tränaren Islam Karimov. År 2004 flyttade han till fotbollsklubben AMMK Baku, som senare döptes om till Olimpik Baku, och AZAL PFK Baku. 2007 gick hann till FK Inter Baku, men bröt kontraktet året därpå efter att ha spelat i klubbens reservlag. 2008 gick han till sin nuvarande klubb MOIK Baku, där han idag spelar med tröjnummer 22. 

### Strandfotbollskarriär
Sjirinbäjov spelar strandfotboll i amatörlaget Eskort. Under 2008 deltog klubben i det första azerbajdzjanska mästerskapet i strandfotboll. Klubben slutade på en 4:e plats bland 58 lag, och Vaqif Sjirinbäjov utsågs till den bästa målvakten i turneringen.

## Galleri

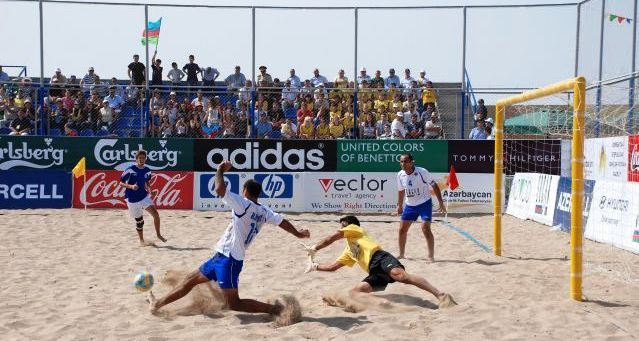
Sjirinbäjov i aktion vid en strandfotbollsmatch mot Norge.
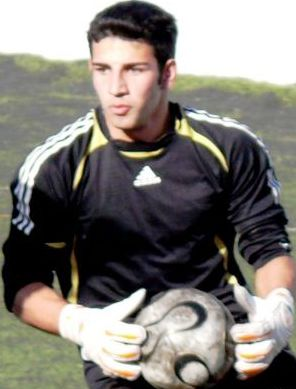
Sjirinbäjov i sin vanliga roll, som fotbollsmålvakt.
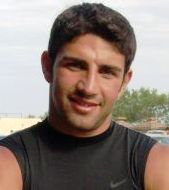
Vaqif Sjirinbäjov.